# 이지호 (축구 선수)
이지호(1995년 9월 3일 ~ )는 대한민국의 축구 선수이며 포지션은 공격수이다.

## 축구인 경력
2018시즌을 앞두고 대전 시티즌에 자유선발로 입단하였는데, 아버지 이기범이 코치로 있는 팀이어서 논란이 일었다.
2018시즌 중반 제주 유나이티드로 이적했다.

## 기타
아버지는 대전 시티즌의 2군 감독 출신인 이기범 감독이다.
첫째 형인 이안은 풋살 선수이며, 현재 예스 구미 FS 소속되어 활동하고 있고 2018년 AFC 풋살 챔피언쉽 국가대표로 선발되기도 하였다.
셋째 이해웅은 축구선수이며, 2017년 대구 FC에 입단하였다.